# Neottia mackinnonii
Neottia mackinnonii là một loài thực vật có hoa trong họ Lan. Loài này được Deva & H.B.Naithani mô tả khoa học đầu tiên năm 1986.